# Paul Gendebien
Paul Victor Jean Ferdinand Marie Gendebien (Elsene, 7 februari 1884 - Marbaix-la-Tour, 24 juni 1957) was een Belgisch senator en burgemeester.

## Biografie

### Familie
Baron Paul Gendebien was een telg uit de familie Gendebien. Hij was een zoon van Léon Gendebien (1857-1942), advocaat, burgemeester van Marbaix-la-Tour en volksvertegenwoordiger, en Louise t'Serstevens. Zijn grootvaders waren Victor Gendebien, advocaat en burgemeester van Schaarbeek, en Jean-Baptiste t'Serstevens, volksvertegenwoordiger, senator, burgemeester van Marbaix-la-Tour en Thuin en provincieraadslid van Henegouwen. Hij trouwde in 1908 in Acoz met Ghislaine Pirmez (1889-1966), dochter van baron Maurice Pirmez, volksvertegenwoordiger. Ze kregen acht kinderen, onder wie Charles Gendebien, volksvertegenwoordiger, senator en burgemeester van Thuin.

### Loopbaan
Gendebien promoveerde tot doctor in de rechten aan de Katholieke Universiteit Leuven (1907) en vestigde zich als advocaat in Marbaix-la-Tour. Hij werd verkozen tot gemeenteraadslid van Marbaix in 1912 tot in 1921 en van 1946 tot 1955. In 1921 werd hij gemeenteraadslid en burgemeester van Thuin en bleef dit tot in 1946. Tijdens de Tweede Wereldoorlog werd hij afgezet door de bezetter.
In 1936 werd hij katholiek senator voor de provincie Henegouwen en vervulde dit mandaat tot in 1946.